# Kościół św. Aleksego w Oleksinie
Kościół Świętego Aleksego – rzymskokatolicki kościół parafialny należący do dekanatu Grębków diecezji siedleckiej.
Świątynia została wzniesiona w 1945 roku.

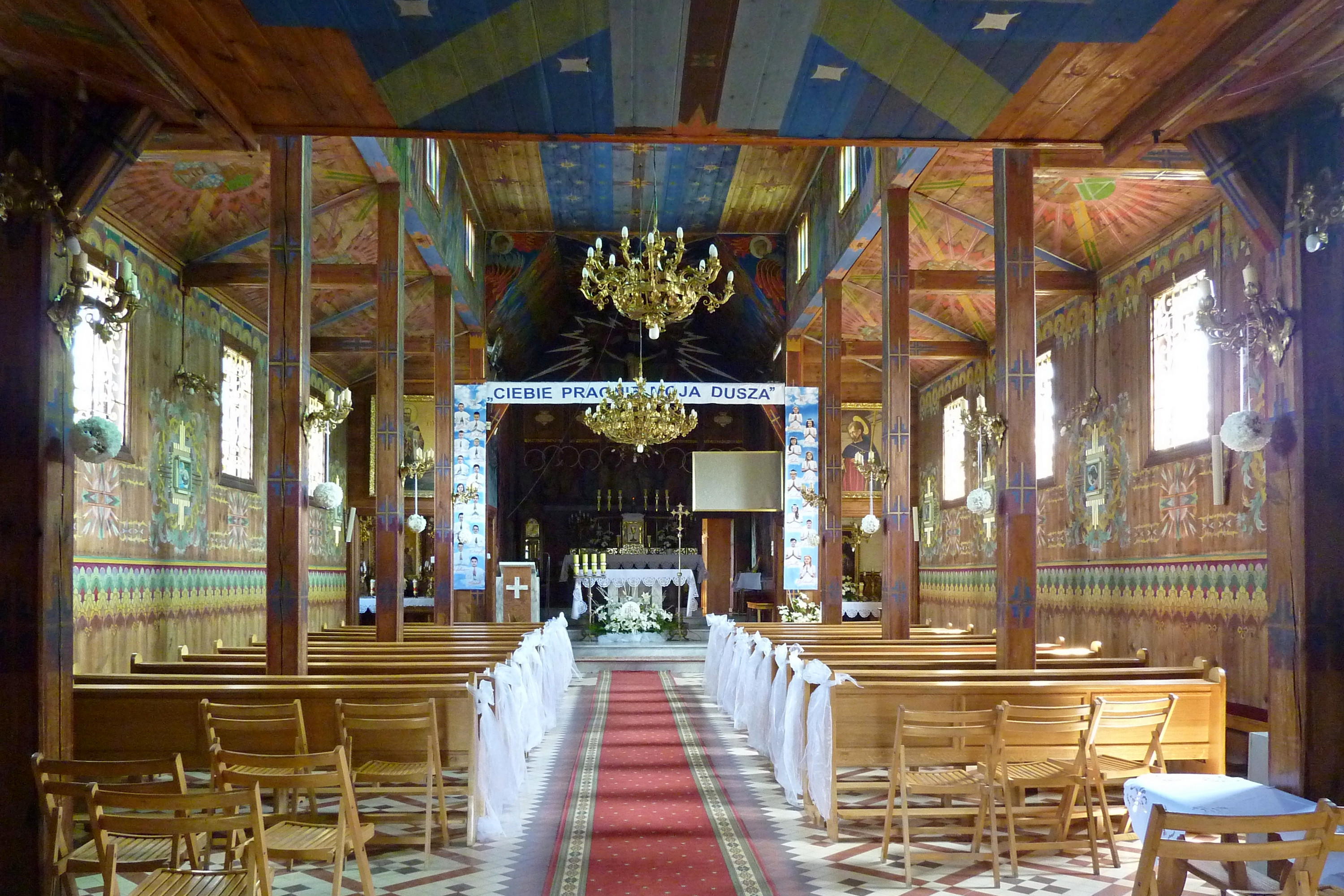
Wnętrze kościoła

Jest to budowla drewniana, posiadająca konstrukcję zrębową. Kościół jest orientowany i reprezentuje typ bazylikowy. Posiada prezbiterium mniejsze w stosunku do nawy, zamknięte prostokątnie, na osi i po bokach są umieszczone trzy przybudówki – zakrystie. Z przodu nawy znajduje się kruchta z portykiem z trójkątnym szczytem, podpartym 10 kolumnami. Świątynia posiada dach dwukalenicowy, pokryty blachą, na dachu znajduje się sześciokątna wieżyczka. Wnętrze dzielą na trzy części dwa rzędy słupów. Nakryte jest płaskim stropem. Chór muzyczny posiada prostą linię parapetu i jest podparty słupami. Na chórze są umieszczone organy wykonane w 1965 roku przez Jarosława Kałużyńskiego. Polichromię wykonał ksiądz Wincenty Kilian. Wyposażenie kościoła jest współczesne.